# Kärdla-Nõmme
Kärdla-Nõmme is een plaats in de Estlandse gemeente Hiiumaa, provincie Hiiumaa. De plaats heeft de status van dorp (Estisch: küla).
Tot in oktober 2017 behoorde Kärdla-Nõmme tot de gemeente Pühalepa en heette de plaats Nõmme. In die maand fuseerden de vier gemeenten op het eiland Hiiumaa tot de gemeente Hiiumaa. In de nieuwe gemeente lagen drie plaatsen die Nõmme heetten. Een van de drie mocht zijn naam houden; de andere twee werden omgedoopt in Reigi-Nõmme en Kärdla-Nõmme.

## Bevolking
Het dorp had 35 inwoners op 31 december 2011 en ook 35 inwoners op 31 december 2021.

## Ligging
De plaats grenst aan Kärdla, de hoofdstad van het eiland (en van de gemeente), vandaar de naam.

## Geschiedenis
(Kärdla-)Nõmme werd pas in 1997 een apart dorp. Tot 1977 hoorde het bij Kärdla en tussen 1977 en 1997 bij Tubala.